# ワダチ
『ワダチ』は、松本零士による日本の漫画作品。SF路線でありながら、『男おいどん』のような四畳半モノが共存した世界を描いている。

## 概要
屋台でアルバイト生計を立てる小柄な日本人、山本轍が、ふとしたきっかけから全日本人を新しい地球へ移住させる計画（カミヨ計画）に巻き込まれ、大地球での生き方を導き出すまでを描く。
1973年から1974年まで講談社の『週刊少年マガジン』に『スペース開拓者 ワダチ』というタイトルで連載された。講談社、小学館より単行本が発行されている。
カミヨ計画自体は同氏の別作品『セクサロイド』で登場したのが先例である。

## あらすじ
屋台営業中に交通事故に遭ったワダチは、屋台の客として偶然訪れた佐渡酒造と出会い、研究所の作業の手伝いを依頼される。日を追うごとに身近な建造物が取り壊されていき、ついには居住していた大下宿荘まで消滅、海岸での居住を余儀なくされる。サバイバル生活後、他の日本人とともに瀬戸内海の海洋都市へ移住することになったワダチは、佐渡からカミヨ計画の実態を知らされる。日本人が新天地を得るための佐渡の計画がついに実行され、大型宇宙船を次々と発進させて地球から脱出した日本人は、アメリカの武装宇宙船の追撃を振り切って空間転移による時空ジャンプによって深宇宙空間へと逃げ延び、そこからの長い旅の末、ついに新天地・大地球に到着。新たな惑星での脅威と苦難に満ちた開拓植民者としての生活が始まる。

## 主な登場人物
山本轍（やまもとわだち）/ ワダチ
本編の主人公。極度の近眼で、短足の小柄な日本人。四畳半のアパートに住み、屋台のアルバイトで生計を建てている。貧乏ながら非常に執念深く、タフ。頭が切れる人物で用心深く、用意周到であるが、美女に弱い。パンツを押し入れにため込む癖がある。緊急時の食料用のペットして、トリさん、ネコを飼っている。父母ともに健在。
アパートのおばさん
本名不詳。山本の住むアパート（大下宿荘）の管理人。タマゴ酒が得意料理。未亡人。口は悪いがワダチの面倒をよく見てくれる人物。
屋台のおっさん
ワダチのバイト先のおでん屋台経営者のオヤジ。金にうるさいが女房に頭があがらない。
太平洋戦争時代に兵役に従事していた過去があり、根は勇敢で律義な人物。
佐渡酒造（さど さかぞう）
私立練馬美術大学研究所の第一美術科教授。礼子という娘がいる。次元波動帯水平移動跳躍理論（＝ワープ航法）の第一人者として、政府がひそかに推し進める極秘の宇宙計画を左右する立場ではあるが、学会の主流からは半ば狂人扱いされていた模様。
カミヨ計画を立て実行に移すが、全日本人を地球から脱出させた後、自分をサルと蔑んだ外国人を地球もろとも破壊するという秘密のプランを持っていた。地球脱出後に、その怨嗟に満ちた計画に恐れをなしたカミヨ計画推進委員会により破壊計画が阻止され、全権限を剥奪されたため、拳銃自殺を遂げる。正規の犯罪者として遺体は宇宙に投棄されるが、実は密かにワダチによって偽装隠匿されており、大地球到着後ワダチにより埋葬された。
川島美智夫（かわしま　みちお）
物語の冒頭でワダチの屋台と自動車事故を起こした練馬美術大学の学生で、佐渡の教え子。エリート意識が強く、不器用で世間知に欠けるワダチを蔑む行動をとるが、以後、その行動力としぶとさにほとほと辟易させられもする。ストーリー後半までワダチと関わりを持つ人物。
浅野由美（あさの　ゆみ）
川島と同様、練馬美術大学の学生。主に移住先の惑星に地球と同じ環境を作り上げるための測量を行う。
森木深雪（もりき みゆき）
瀬戸内海でワダチに拾われた元社長秘書。後に佐渡のスタッフとなる。名前の由来は宇宙戦艦ヤマトの森雪と同じく岡山の音大生。松本零士がインキンタムシの治療薬を漫画に頻繁に登場させ、それを使った森木の交際相手がタムシが治ったことで「彼がすっかり元気になりました」と松本零士に御礼の手紙を送ったことからに始まり、ファンレターを松本零士にたびたび送るようになった。
上田理一
佐渡酒造自殺後、カミヨ計画推進の指揮を執る。大学時代は佐渡と同じ学部。それなりに優秀だが能力は常識的な範囲にとどまっており、佐渡に対してはその優れた天分への妬みと、孤立しがちな性格に対する優越感を感じていた模様。
ヒミコ / 野崎雪枝（のざき ゆきえ）　
大地球に移動中の衛星船のスタッフ。ハーロックの婚約者でアンドロイド。小型衛星船での活動中、故障のため大地球に降り立つ。大地球でスパイ活動を行い、ワダチを利用しようとするが、衛星船の大地球突入が失敗し、海水などによる錆びにより機能劣化を引き起こして行動不能となる。ハーロックの行方不明以降、ワダチに心を許すようになるが・・・。
ハーロック
衛星船のスタッフ。ヒミコと同時期に作られたアンドロイド。他の作品のハーロックとは違い、気が弱い。大地球の重力による時空変異現象により、衛星船もろとも行方不明となる。

## 書誌情報
講談社版は全2巻、小学館版は全1巻という構成。
- 講談社コミックス - 全2巻。連載時の「スペース開拓者」は単行本のタイトルからはなくなった。
- 小学館叢書 1993年10月1日 ISBN 4-091-97265-9 - ハードカバーの愛蔵版。解説は日本人初の宇宙飛行士・秋山豊寛が書いた。セリフ中の性風俗店の名称が変更されている。
- 小学館文庫 1999年11月1日 ISBN 4-091-92075-6 - 愛蔵版をベースにした文庫版。表紙のイラストは工藤稜が描いた。秋山の解説は再掲された。